# Revolta do Manuelinho

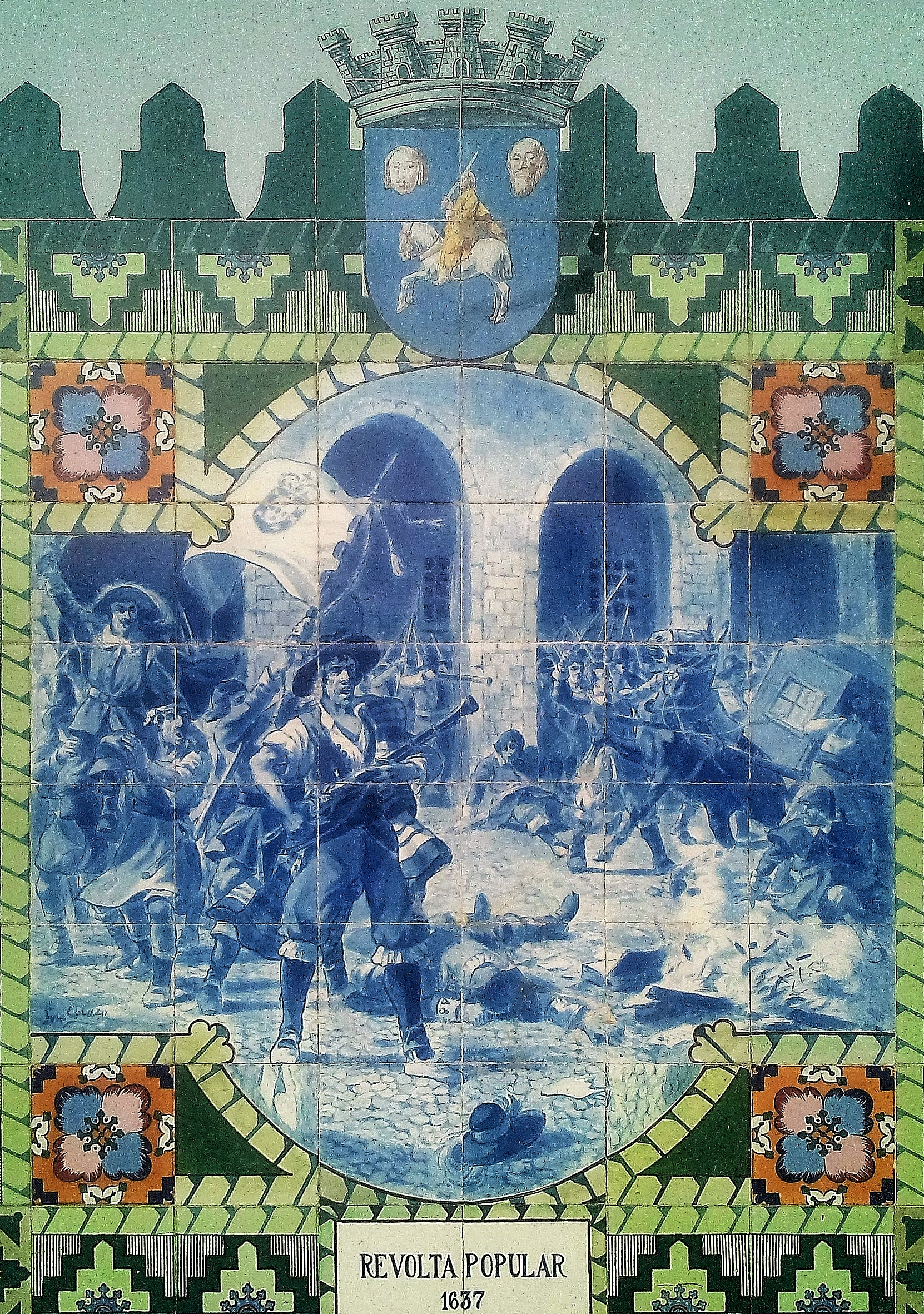
A Revolta do Manuelinho representada num painel de azulejos de Jorge Colaço na estação de Évora

A Revolta do Manuelinho, ou Revolta do Manelinho  (original), também referida como as Alterações de Évora, foi um movimento de cunho popular ocorrido no Alentejo, em Portugal, no contexto da Dinastia Filipina. Questionava o aumento de impostos e as difíceis condições de vida da população provocadas pela governação Filipina.
As revoltas contra o domínio castelhano tiveram como antecedentes, entre outros, o Motim das Maçarocas, que eclodiu no Porto em 1628 contra o imposto do linho fiado, mas a Revolta do Manuelinho foi o antecedente mais importante do golpe de estado que levou à Restauração da Independência.

## História
O movimento iniciou-se na cidade de Évora, a 21 de Agosto de 1637, quando o povo se amotinou contra o aumento de impostos decretado pelo governo em Lisboa. A elevação do imposto do real de água e a sua generalização a todo o Reino de Portugal, bem como o aumento das antigas sisas, fez aumentar a indignação geral, explodindo em protestos e violências. O povo de Évora deixou de obedecer aos fidalgos e desrespeitou o Arcebispo.
Os principais responsáveis pela revolta terão sido o Procurador e o Escrivão do povo. No entanto, as ordens para o movimento apareceram assinadas pelo "Manuelinho", um pobre tolo daquela cidade alentejana. Esta era uma forma de manter o anonimato dos impulsionadores.. 
Durante o movimento foram queimados os livros dos assentos das contribuições reais e acometidas algumas casas. Nem os nobres, nem os adeptos de Castela, se dispuseram a enfrentar a multidão enfurecida.
O movimento rapidamente se alastrou a outras partes do reino, com a intenção de depôr a Dinastia Filipina e entronizar novamente uma Dinastia portuguesa. Desse modo eclodiram insurreições e motins em localidades como Portel, Sousel, Campo de Ourique, Vila Viçosa, Faro, Loulé, Tavira, Albufeira, Coruche, Montargil, Abrantes, Sardoal, Setúbal, Porto, Vila Real e Viana do Castelo.
O movimento insurreccional não conseguiu destituir o Governo em Lisboa, sucumbindo ao reforço de tropas castelhanas que vieram em seu auxílio para reprimir a revolução.
Ainda assim, o rastilho aqui aceso foi o início daquilo que se tornou a Revolta dos Conjurados e que culminou com a aclamação de João IV de Portugal em 1 de Dezembro de 1640.